# Klasycyzm francuski
Klasycyzm francuski – dominujący kierunek w literaturze i sztuce francuskiej XVII wieku. Klasycyzm był odrębną od europejskiej formą kultury i rozwijał się we Francji w czasach polskiego baroku.
Klasycyzm francuski nawiązywał do sztuki antycznej i renesansowej. Prezentował nowatorski sposób myślenia w tradycyjnej, klasycznej formie. Pod wpływem racjonalizmu zakładał: jasność myśli, przejrzystość konstrukcji utworu, umiar, równowagę między formą a treścią, przedstawianie uniwersalnych elementów natury ludzkiej. Klasycyzm XVII w. stanowił zaprzeczenie barokowej ekspresji. Zachowano zasadę trzech jedności. Klasycyści uważali, że dzieło sztuki może powstać tylko dzięki ciężkiej pracy, a nie natchnieniu. Indywidualizm twórczy nie jest niczym pożądanym - nad zgodnością sztuki z wymogami klasycystycznymi czuwa powołana do życia w 1635 r. Akademia Francuska. Klasycyzm francuski został ukształtowany przez światopogląd zwany krytycyzmem. Charakteryzują go dydaktyzm, utylitaryzm i komizm. Jedną z ważniejszych zasad klasycyzmu francuskiego była "uczyć, bawiąc", dlatego dominujące gatunki tego kierunku to komedia, satyra, bajka, powiastka filozoficzna, utopia. Twórcy tego okresu w swoich dziełach, w myśl krytycyzmu, poddawali świat ocenie i, wykorzystując estetykę komizmu, skłaniali odbiorcę do refleksji nad obecnym stanem rzeczy, zachęcając jednocześnie do jego poprawy. 

## Geneza
We Francji szybko zrezygnowano z tendencji barokowych. Rozwojowi sztuki sprzyjał dwór królewski i sam król Ludwik XIV. Dla kultury tego kraju okres jego rządów był czasem wspaniałego rozkwitu. Król opiekował się artystami nie szczędząc na nich pieniędzy. Wzrost dobrobytu zaowocował m.in. budową Wersalu, który uchodzi dziś za symbol tamtej epoki.